# Korg
Pour les articles homonymes, voir Korg (comics).
Korg est un fabricant d'instruments de musique électroniques. Il fabrique également des gadgets électroniques destinés aux musiciens, tels que métronomes et accordeurs.

## Historique
Tout commence par la rencontre de Tsutomu Kato, patron de discothèque, et de Tadashi Osanai, diplômé de l'université de Tokyo et accordéoniste chevronné. Lorsque Osanai se produisait dans la boîte de Kato, il était accompagné par une boîte à rythmes Wurlitzer Sideman dont il n'était pas totalement satisfait. Persuadé de pouvoir faire un meilleur produit, il convainquit Kato de financer son projet. Ainsi fut fondée la compagnie, en 1962. À l'époque, la société s'appelait Keio Electronic Laboratories car ses bureaux étaient proches de la ligne de train Keio à Tokyo.
Le premier produit de Keio fut mis sur le marché en 1963. Il s'agissait d'une boîte à rythmes électromécanique baptisée Donca-Matic DA-20. Devant son succès, Keio en réalisa une version électronique en 1966 : la Donca-Matic DE-20.
En 1967, Kato fut contacté par Fumio Mieda, un ingénieur qui souhaitait construire des claviers, notamment des orgues électroniques. Devant l'enthousiasme de Mieda, Kato lui demanda un prototype et, 18 mois plus tard, Mieda lui présenta un orgue avec des capacités de programmation vocale, similaires à celles d’un synthétiseur : le Prototype I. Ce dernier est commercialisé et se vend à cinquante exemplaires. En 1972, la société change de nom et devient KORG, contraction de « Keio ORGan ».
Les orgues de la compagnie connurent le succès jusqu'au début des années 1970 mais face à la concurrence des gros constructeurs, Kato décida de s'orienter vers le marché naissant des synthétiseurs. En 1973, le mini Korg 700, appelé K1 aux États-Unis, voit le jour. Ce synthétiseur monophonique est le premier produit commercialisé sous la marque Korg. Avec un son stable et puissant, il est utilisé par des musiciens tels que Kitarō et Vangelis.
Korg a produit d'autres synthétiseurs dans les années 1970 et 80. En 1989, peu avant la sortie du M1, Yamaha prit le contrôle de la société. Cette acquisition se fit dans de bonnes conditions et les deux marques ont continué à coexister et à se concurrencer sur le marché.
En 1992, Korg a racheté Vox.
En 1993, après des années fructueuses, Tsutomu Kato annonce avoir racheté les actions que Yamaha avait pris dans la société ; Korg est désormais une société complètement indépendante.
Depuis, les activités se diversifient, telles les effets numériques, les équipements d'enregistrements, les percussions électroniques, les accordeurs et les instruments virtuels.

## Chronologie des principaux produits
- 1963 - Donca-Matic DA-20
- 1966 - Donca-Matic DE-20
- 1973 - Mini-Korg (Korg 700)

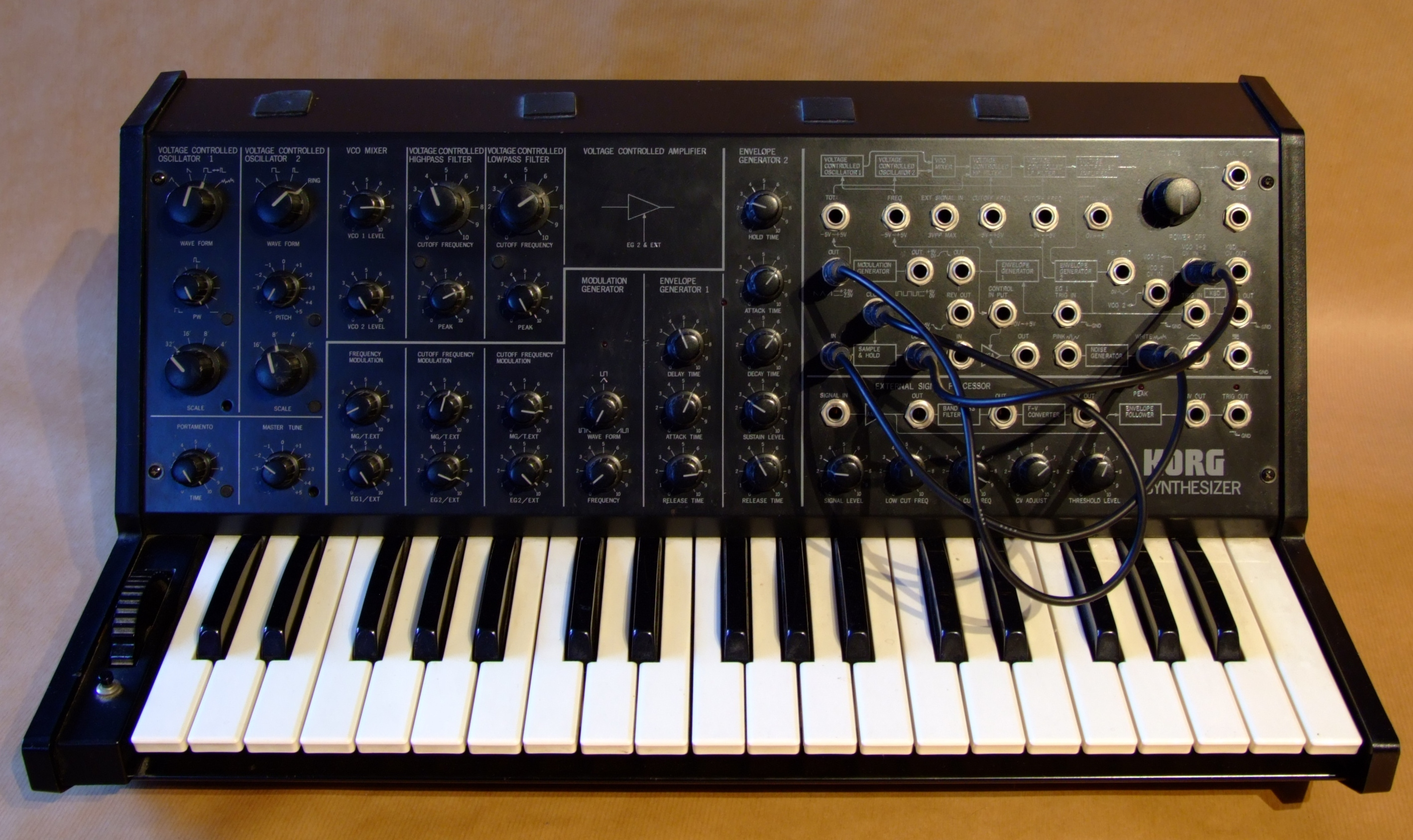
Korg MS-20

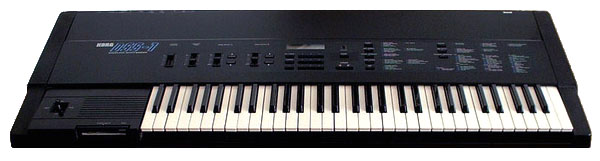
Korg DSS-1

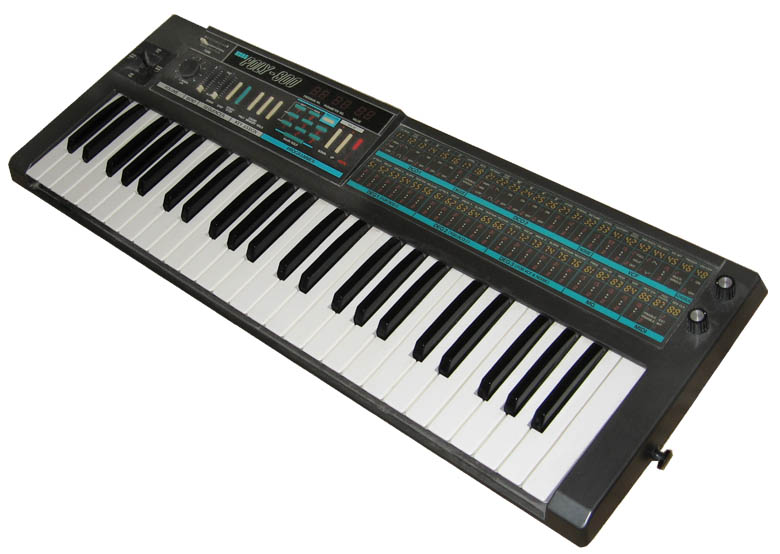
Poly-800

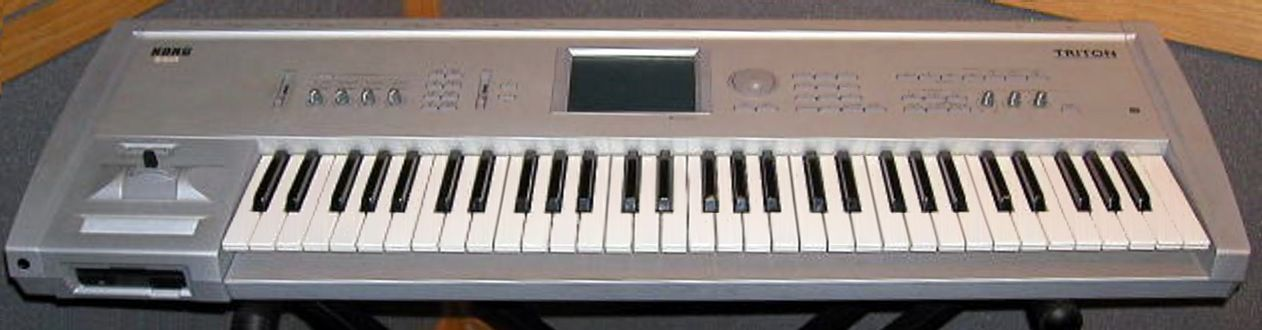
Korg Triton

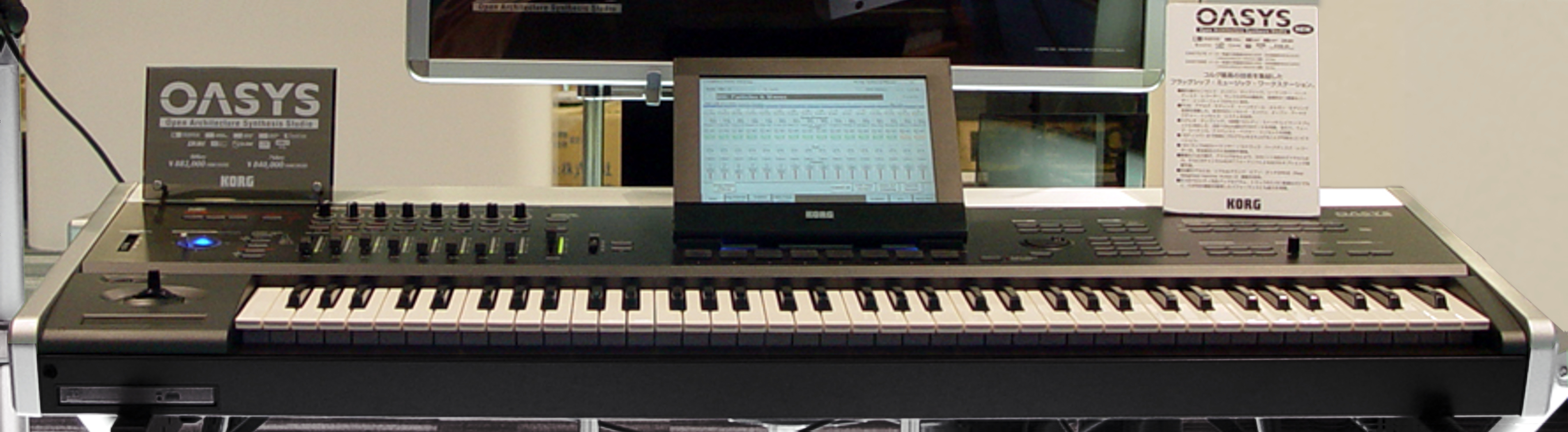
Korg OASYS

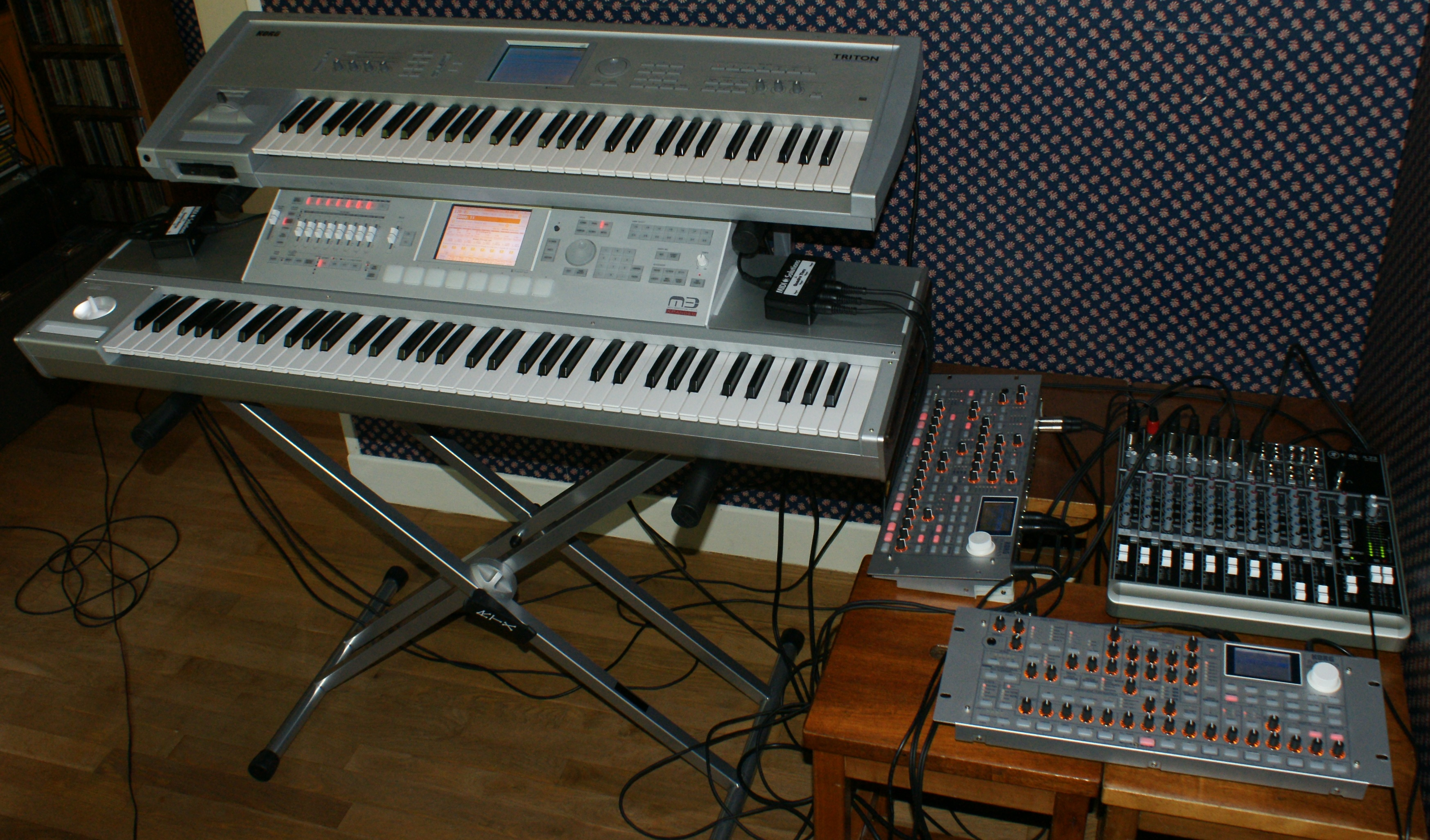
Korg M3, Korg Triton, deux Korg Radias-R et Mackie 1402 VLZ3 + boîtiers MIDI Merge et Thru (respectivement à G et à D sur le M3)

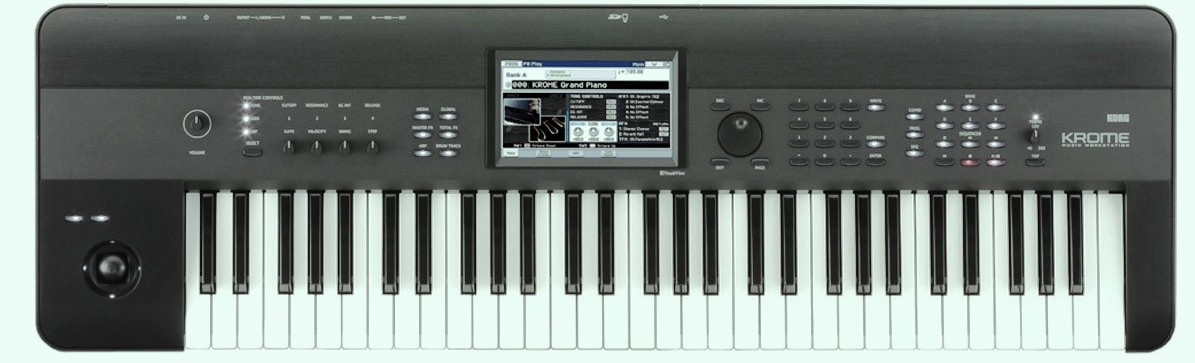
Korg Krome (2012)

- 1974 - 800 DV (premier synthétiseur duophonique à quatre oscillateurs) également surnommé Maxi-Korg
- 1975 - Accordeurs WT-10
- 1976 - 700 S
- 1977 - PS-3100 PS-3200 P-3300 (premiers synthétiseurs modulaires polyphoniques)
- 1978 - VC-10, premier vocoder de la marque. (Utilisé par Joe Zawinul, entre autres)
- 1978 - MS-10, MS-20 gamme de mini-synthés modulaires (comprend également un séquenceur SQ-10 et un expandeur MS-50]
- 1979 - Micro-Preset Synthesiser, MS-500, Korg Delta, Korg Sigma, Korg Lambda
- 1979 - Korg Polyphonic Ensemble, Polyphonic Orchestra (string ensemble + piano électrique)
- 1980 - Mono/Poly
- 1980 - Korg Trident, polyphonique 8 voix[4]
- 1981 - Polysix, synthétiseur polyphonique six voix à 32 mémoires
- 1982 - Poly 61
- 1983 - Korg Poly-800
- 1986 - DW-8000
- 1986 - DSS-1
- 1986 - DVP-1, 2e vocoder de la marque.
- 1988 - Station de travail Korg M1, best-seller qui permet à Korg de doubler Roland
- 1989 - Stations de travail T1, T2 et T3 (M1 bodybuildés à claviers étendus)
- 1990 - Wavestation (synthèse vectorielle)
- 1991 - Stations de travail 01/W, Wavestation A/D (rack 2U gonflé)
- 1992 - Wavestation SR (rack 1U encore gonflé)
- 1993 - i3, premier clavier arrangeur de la marque
- 1993 - Korg X3, workstation, samples venant de T3Series et 01/W Series
- 1995 - Trinity, Prophecy
- 1996 - Korg X5D
- 1997 - Korg Z1 (synthétiseur analogique MOSS)
- 1997 - Korg N5 (synthétiseur numérique synthèse AI2)
- 1998 - Korg Triton
- 1999 - Kaoss Pad, Electribe
- 2000 - MS-2000 - Korg PA1x / Pa1Xpro / Pa1xPro Elite (arrangeur, sampler, séquenceur)
- 2001 - Korg Karma
- 2004 - Legacy Collection (plug-ins reproduisant les anciens synthétiseurs de la marque sur ordinateur)
- 2005 - Korg OASYS (Open Architecture Synthesis Studio)
- 2005 - Korg TR (« Triton Le » remanié)
- 2006 - Korg R3
- 2006 - Korg Radias (synthé/vocoder)
- 2007 - Korg M3
- 2011 - Korg Kronos (music workstation intégrant 9 moteurs sonores)
- 2012 - Korg PA600 (nouveau modèle de la gamme PA, officiellement intermédiaire entre le PA500 et le PA800)
- 2012 - Korg Krome
- 2012 - Korg Kronos X
- 2013 - Toutes les reproductions logicielles de la série Legacy sont désormais disponibles en VST/AU/RTAS et en 64 bits comme en 32 bits. De plus l'installeur 64 bits de chaque logiciel de reproduction installe aussi les versions 32 bits des dll, de sorte que la double installation devient inutile (mais l'installeur 32 bits n'installe que la version 32 bits). Par ailleurs les six reproductions de la série peuvent désormais être toutes achetées indépendamment si la suite complète n'est pas souhaitée. La série Legacy s'enrichit au fil des années et comprend maintenant les reproductions logicielles complètes (avec les banques et les sysex, les docs d'origine des synthétiseurs reproduits, etc.) des M1, Wavestation, Mono/Poly, Polysix, MS-20 (ces trois derniers en profitent pour devenir polyphoniques sur 32 voix), et MDE-X (une suite logicielle Korg de 19 effets)[5],[6]
- 2013 - Korg Kross (synthétiseur entrée de gamme numérique polyphonique 120 voix)
- 2013 - KingKorg (synthétiseur à modélisation analogique de 61 touches)
- 2014 - Korg Electribe 2
- 2015 - Korg Kronos 2 (évolution du Korg Kronos X de 2012)
- 2015 - Korg Kaoss Dj
- 2016 - Korg Minilogue
- 2017 - Korg Monologue
- 2018 - Korg Prologue (synthé analogique polyphonique à 8 ou 16 voix)
- 2019 - Korg Minilogue XD
- 2020 - Korg OPSix (synthé FM 6 Operators)
- 2021 - Korg ARP 2600 M
- 2022 - Korg Pa5X clavier arrangeur / synthétiseur
- 2023 - MiniKorg 700FS (recréation en édition limitée du Korg 700S de 1974)
- 2024 - Korg Multi/Poly